# 昴苯
昴苯是一种有机化合物，化学式为C18H12，其名称源自于昴宿星團（pleiades）。
昴苯难以单独存在，会迅速二聚。它可以经6b,10b-二氢苯并[j]环丁烷并[a]苊的光化学反应在矩阵（matrix）中分离出来。